# Alfred Paul Schmidt

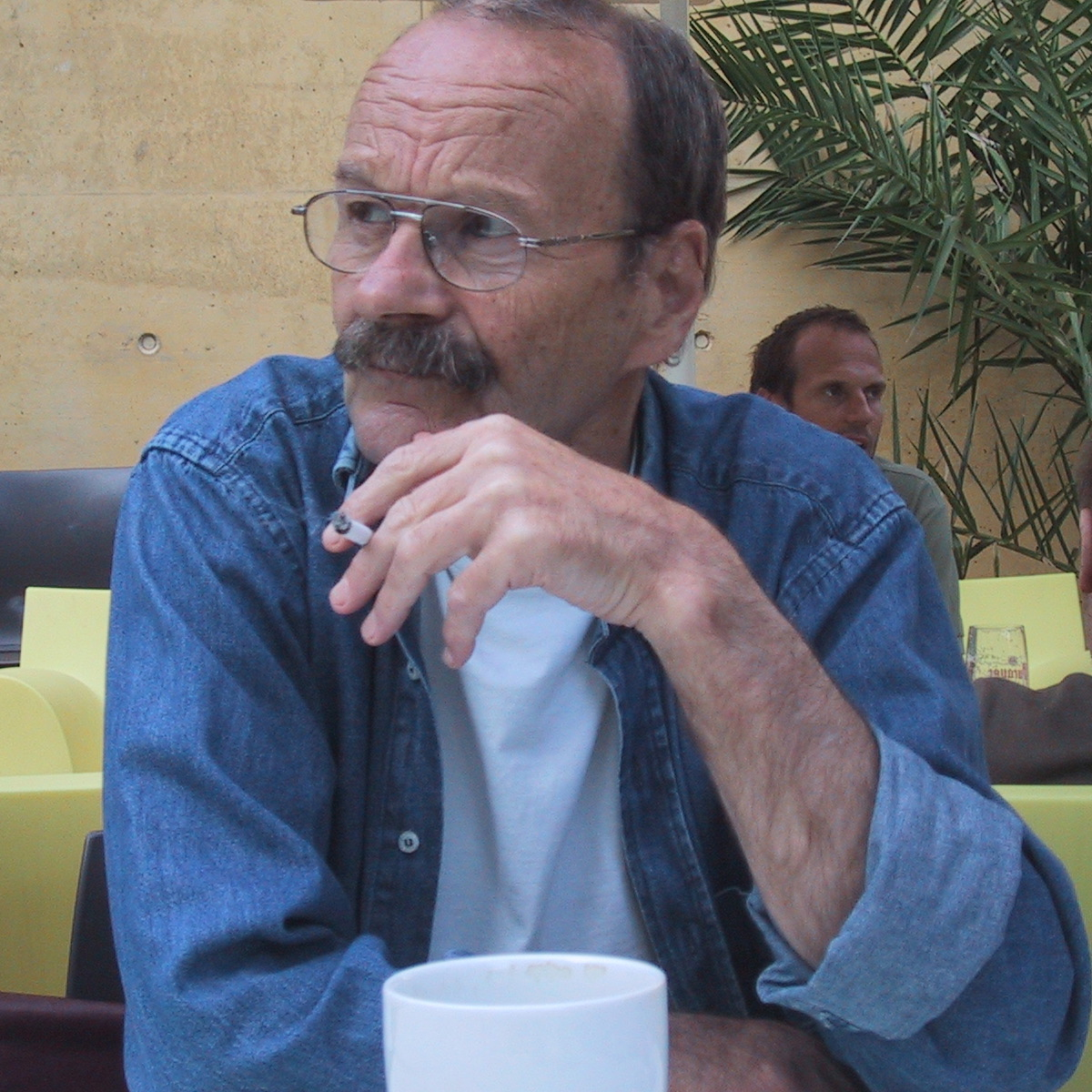
Alfred Paul Schmidt liest Peter Köck im Literaturhaus Graz (Gangan Verlag 2004)

Alfred Paul Schmidt (* 31. März 1941 als Alfred Schmidt in Wien) ist ein österreichischer Schriftsteller.
Alfred Paul Schmidt wuchs bei verschiedenen Pflegeeltern in österreichischen Dörfern auf. Eine Ausbildung zum Agraringenieur, die er nach dem Verlassen des Gymnasiums 1957 begonnen hatte, brach er ab. Nach dem Besuch einer Arbeitermittelschule holte er 1967 die Matura nach und studierte für kurze Zeit am Grazer Konservatorium Kontrabass. Es folgte ein Studium der Soziologie und Pädagogik in Göteborg und Wien, das er ebenfalls nicht beendete. Nach der Ausübung diverser Gelegenheitsarbeiten lebt er seit 1975 als freier Schriftsteller in Graz.
Alfred Paul Schmidts frühe erzählerische Werke sind geprägt vom weitgehenden Verzicht auf eine herkömmliche, lineare Handlungsführung und von dem exzessiven Einsatz humoristischer und parodistischer Mittel bei der Schilderung einer chaotischen Wirklichkeit.
In späteren Werken näherte sich Schmidt mehr traditionellen Erzähltechniken und Genres wie dem Kriminalroman an. Neben seinen Prosawerken verfasste er zahlreiche Hörspiele, Theaterstücke und seit 1986 Fernsehdrehbücher, u. a. für vom ORF produzierte Folgen der Kriminalserien Eurocops, Peter Strohm und Stockinger sowie für die fünf Tatort-Episoden Strindbergs Früchte, Die Spieler, Der Tod des Tänzers, Flucht in den Tod und Geld für den Griechen.
Zwischen 1989 und 2008 war Schmidt Kolumnist der Kleinen Zeitung: Seine wöchentlich erschienenen Aphorismen Zur Lage erschienen 2018 unter dem Titel Die Logik der Schatten in Buchform.

## Preise und Stipendien
- 1974: Österreichisches Staatsstipendium für Literatur
- 1983: Österreichisches Dramatikerstipendium
- 1987: Österreichisches Dramatikerstipendium
- 1992: Literaturpreis des Landes Steiermark
- 2002: Fernsehpreis der österreichischen Volksbildung für das Drehbuch zur Verfilmung des Romans Die Wasserfälle von Slunj von Heimito von Doderer[1]

## Werke
- Bester jagt Spengler, S. Fischer Verlag, Frankfurt am Main, 1971 (unter dem Namen Alfred Schmidt)
- Als die Sprache noch stumm war, Wien 1974
- Das Kommen des Johnnie Ray, Wien 1976
- Geschäfte mit Charlie, Europaverlag, Wien [u. a.] 1977
- Mit beiden Füßen in der Luft, Stuttgart [u. a.] 1977
- Fünf Finger im Wind, Europaverlag, Wien [u. a.] 1978
- Affentheater, Wien [u. a.] 1980
- Doppelte Totgeburt, Wien 1982
- Der Sonntagsvogel, Residenz Verlag, Salzburg [u. a.] 1982
- Der wüste Atem, Wien [u. a.] 1984
- Just a gigolo, Klagenfurt 1989
- Vor dem zweiten Satz, Styria Verlag, Graz [u. a.] 1992
- Hinter der Haut lauert der Tod, Wien [u. a.] 1993
- Beograd-Poker, Wien 1994
- Hiob zweiter Klasse, Wien 1995
- In der Stille der Nacht, Wien 1995
- Eine leichte Brise, Wien 1999
- Das andere Gestern, Edition Keiper, Graz, 2010
- Das Buch der Schläfer, Edition Keiper, Graz, 2012
- Nachbar Tod. Roman einer Kriminalkomödie, Edition Keiper, Graz 2013
- Aus dem Grenzenlosen komm ich mir entgegen, Edition Keiper, Graz 2015
- Die Logik der Schatten. Aphorismen und Anekdoten. Mit einem Nachwort von Reinhard Urbach, Edition Keiper, Graz, 2018, ISBN 978-3-903144-61-3
- Anderswo. Roman. Edition Keiper, Graz, 2021, ISBN 978-3-903322-37-0